# بورت داروين أفسي
بورت داروين هو نادي كرة قدم أسترالي تم إنشاؤه في سنة 1996 الميلادية